# ملی‌گرایی اقتصادی
ملی‌گرایی اقتصادی یا ناسیونالیسم اقتصادی (به انگلیسی:Economic Nationalism) مجموعه سیاست‌هایی است که تأکید آن بر کنترل ملی اقتصاد، کار و تشکیل سرمایه‌است حتی اگر برای این کار لازم باشد مالیات، تعرفه و محدودیت‌هایی بر بخش کارگری، کالاها و سرمایه بگذاریم. در بسیاری موارد ملی‌گرایی اقتصادی در برابر جهانی‌سازی قرار می‌گیرد یا دست کم سودآوری تجارت آزاد و بی‌قید را زیر سؤال می‌برد. گاهی ملی‌گرایی اقتصادی مفاهیمی چون صنعتی‌سازی جایگزین واردات و حمایت از تولید داخلی را هم دربر می‌گیرد.

## نمونه‌ها
نمونه‌های فراوانی را می‌توان از سال ۲۰۰۵ به این سو پیدا کرد، نمونه‌هایی که در آن چند دولت مداخله می‌کنند تا از تصاحب یک کارخانهٔ ملی توسط شرکت‌های خارجی پیشگیری کنند:
- پیشنهاد تصاحب آرسلور فرانسه و لوگزامبورگ (تولیدکنندهٔ فولاد) توسط کمپانی میتال هند.[۱]
- جای دادن شرکت مواد خوراکی دنون فرانسه در فهرست «صنایع راهبردی» برای پیشگیری از تصاحب آن توسط پپسی‌کوی آمریکا.[۲]
- پیشنهاد تصاحب اندسای اسپانیا توسط ای. اوان آلمان و پیشنهاد متقابل از سوی گس نچرال اسپانیا برای خنثی‌سازی این پیشنهاد.[۳]
- پیشنهاد تصاحب شرکت برق و گاز سوئز فرانسه توسط انل ایتالیا و پیشنهاد متقابل از سوی گز د فرانس (فرانسه) برای خنثی‌سازی پیشنهاد شرکت ایتالیایی.[۴]
- مخالفت کنگرهٔ آمریکا برای قرار داد تصاحب شرکت یونوکال آمریکایی توسط CNOOC چینی و تصاحب بی‌درنگ این شرکت توسط شرکت آمریکایی شورون.[۵]

## انتقاد
روی آوردن مصرف‌کننده به کالاهای داخلی به تولیدکننده توان تجاری بیشتری می‌دهد در نتیجه آن‌ها اجازه پیدا می‌کنند تا بهای کالا را بالا برند تا سود بیشتری بدست آورند. به ویژه کارخانه‌هایی که کالاهای محلی تولید می‌کنند این توان را پیدا می‌کنند و خریداران باید بهای سود بیشتر آن‌ها را بپردازند. برای نمونه یک سیاست حمایتی در آمریکا بر روی خودروهای خارجی خراج اضافه تر گذاشت تا به خودروسازان داخلی (فورد و جنرال موتورز) توان تجاری بیشتری در داخل بدهد با این کار آن‌ها توانستند بهای خودروی تولیدی خود را بالا ببرند. این سیاست اثر منفی بر خریدار گذاشت چون حال، مصرف‌کنندهٔ آمریکایی مجبور بود برای گزینه‌های کمتر، هزینهٔ بیشتری را پرداخت کند.